# Les Places
Les Places ist eine französische Gemeinde mit 74 Einwohnern (Stand 1. Januar 2022) im Département Eure in der Region Normandie (vor 2016 Haute-Normandie). Sie gehört zum Arrondissement Bernay und zum Kanton Beuzeville. Die Einwohner werden Plaçois genannt.

## Geografie
Les Places liegt etwa 17 Kilometer nordwestlich von Bernay und etwa elf Kilometer östlich von Lisieux in der Landschaft Lieuvin. Die Paquine begrenzt die Gemeinde im Süden. Umgeben wird Les Places von den Nachbargemeinden Piencourt im Westen und Norden, Fontaine-la-Louvet im Osten sowie L’Hôtellerie im Süden.

## Bevölkerungsentwicklung

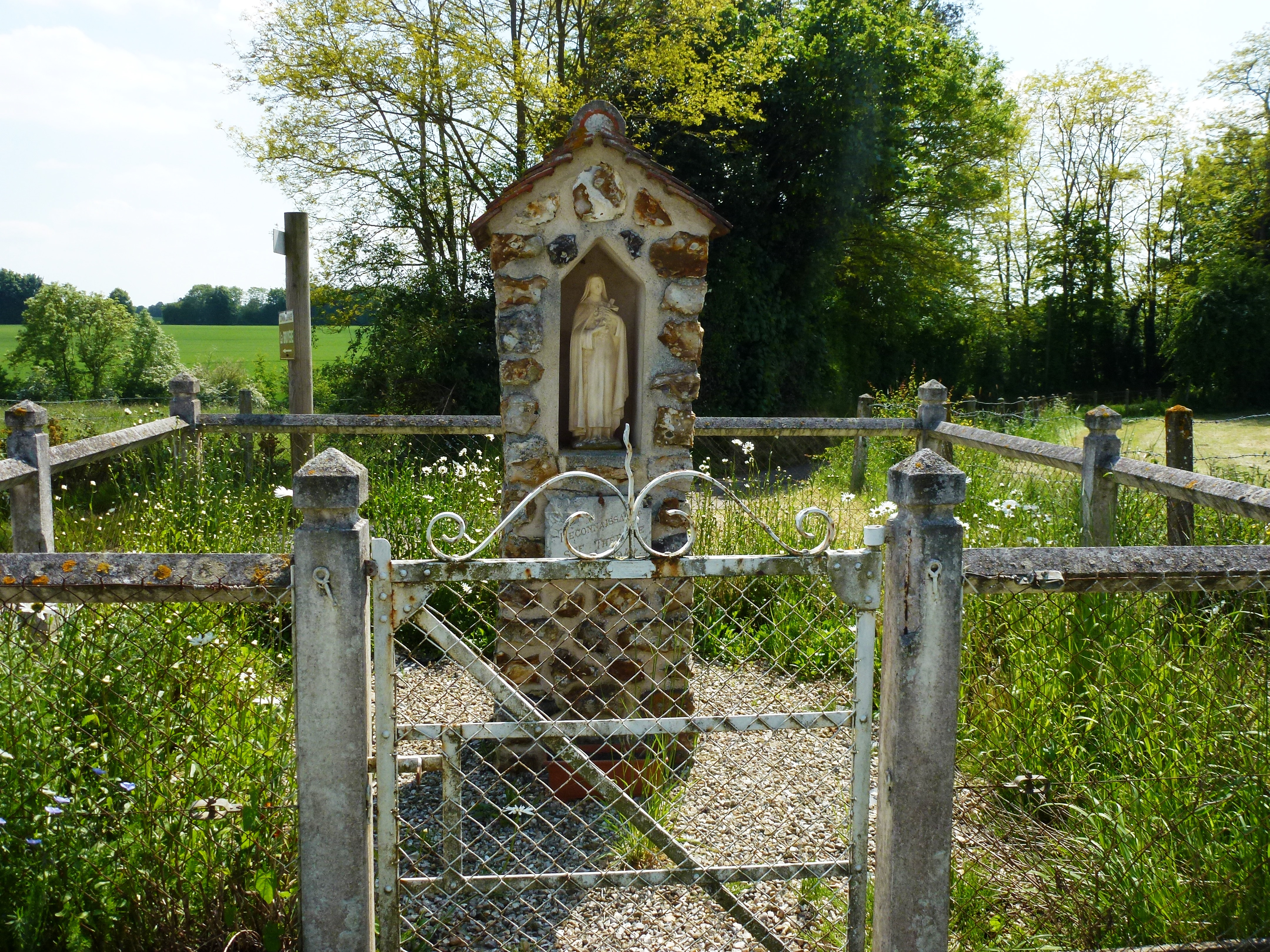
Oratorium

| Jahr                       | 1962 | 1968 | 1975 | 1982 | 1990 | 1999 | 2006 | 2013 | 2020 |
| Einwohner                  | 65   | 47   | 53   | 56   | 56   | 55   | 75   | 76   | 71   |
| Quellen: Cassini und INSEE |      |      |      |      |      |      |      |      |      |